# RS-28 (ミサイル)
RS-28は、ロシア連邦が2022年中に配備開始を予定している大陸間弾道ミサイル（ICBM）である。サルマト（サーマット）と呼ばれるほか、R-36（SS-18 Satan）の後継の位置づけから北大西洋条約機構（NATO）ではSatan2（サタン2）というNATOコードネームを用いている。

## 概要
2016年、イタルタス通信が開発中のミサイルの存在を明らかにし、射程は11,000km超、弾頭重量は10tに達する見込みだと報じた。
注目されるようになったのは2018年3月1日、ウラジーミル・プーチン大統領が行った年次教書演説で取り上げたことにある。国内向けとはいえアメリカ合衆国のミサイル防衛システムでも阻止できない新型兵器であり、従来の北極圏経由の最短飛行ルートのほか、南極圏経由の長距離飛行でもアメリカ大陸へ達する能力があると紹介したことから、米ロ関係を一気に緊張させた。 
2018年3月30日、ロシア国防省は、プレセツク宇宙基地で行われたRS-28の2回目となる発射実験の映像を公開した。
2019年1月28日、ロシア国防省系の軍事ニュース専門メディア「週刊ズベズダ」に、編集者で軍事専門家のアレクセイ・レオンコフはロシアの新型ICBM「RS-28サルマト」について「10発で米国の全国民を殺害する威力がある」との試算結果を掲載した。10～16の核弾頭を搭載可能で（「MIRV」参照）、射程は1万1000キロ以上、ミサイル防衛（MD）の迎撃を受けないようにマッハ20という極超音速で飛行し途中で分裂、弾頭を降らせる。米国を攻撃する場合、北極経由ルートのほか、南極を経由してMDの手薄な南方からも攻撃が可能とされる。
2022年4月20日、ロシア国防省はプレセツク宇宙基地からカムチャッカ半島までの発射実験を成功させたと発表した。2022年ロシアのウクライナ侵攻に対する対ロシア経済制裁の最中であり、プーチン大統領は同ミサイルがロシア製部品だけで製造されていることを強調した。ロスコスモスのロゴジン社長は同月23日のロシア国営テレビのインタビューで、配備場所は東シベリアのクラスノヤルスク地方にあるウジュルで、規格が同じボエボダ（SS-18）の施設が利用できるとの見解を述べた。
同年6月21日にはプーチン大統領が同年内の実戦配備を表明した。
2023年2月20日、ロシアはアメリカのジョー・バイデン大統領がウクライナを訪問している時期に合わせて発射実験を予告していたが、発射は失敗もしくは行われなかった。
2023年9月1日、サルマト戦略ミサイルシステムが戦闘任務に就いた。
2024年9月、複数回にわたり発射実験が失敗（前述の2023年の実験を含む）したことが報じられる。うち一件は、アルハンゲリスク州のプレセツク宇宙基地にクレーターを生じさせる規模の爆発を伴うものであった。